# Старі Юрковичі
Старі Юрковичі — (біл. вёска Старыя Юркавічы), село (веска) в складі Брагінського району розташоване в Гомельській області Білорусі. Село підпорядковане Маложинській сільській раді і в ньому мешкає 41 особа (станом на 2004 рік).
Село Старі Юрковичі розташоване на південному сході Білорусі, в південній частині Гомельської області, за 11 кілометрів на південний схід від районного центру Брагіна.